# Paul Renard
Pour les articles homonymes, voir Paul Renard (homonymie) et Renard (homonymie).
Paul Renard (1942-2014) est un professeur français de lettres classiques, spécialiste de la littérature française du XXe siècle et essayiste. 

## Biographie
Professeur au lycée de Tourcoing, il refuse à la fin des années 1960 un poste d'assistant à l'Université. Il mène pourtant une carrière de chercheur, qui commence avec l'œuvre de Georges Bernanos pour s'élargir ensuite au roman français du XXe siècle. Ses essais critiques portent notamment sur les écrivains ou penseurs français de droite. Il contribue à la revue Roman 20/50, dont il anime la rubrique « revie littéraire », consacrée à des auteurs oubliés ; et il reste vingt-cinq ans rédacteur en chef de la revue Nord. 
Il décède brutalement le 10 novembre 2014 au cours d'une intervention chirurgicale..

## Publications
- L'Épreuve anticipée de français. 3e sujet, l'essai littéraire (avec Denis Huisman), Paris, F. Nathan, 1982.
- (dir.), « Le sang noir » de Louis Guilloux, Lille, Société roman 20-50, 1991.
- Itinéraires de Bernanos en Artois, photographies de Daniel Liénard, Lille, Miroirs, 1992.
- (dir.) avec Michèle Hecquet, Violette Leduc, colloque organisé à l'université Charles-de-Gaulle-Lille 3, les 15 et 16 mars 1996 par le Centre du Roman 20-50, Lille, Université Charles-de-Gaulle-Lille 3, 1998.
- (dir.) avec Catherine Douzou, Écritures romanesques de droite au XXe siècle. Questions d'esthétique et de poétique, Dijon, Éditions universitaires de Dijon, 2002.
- L'Action française et la vie littéraire (1931-1944), Villeneuve-d'Ascq, Presses universitaires du Septentrion, 2003.
- (dir.) avec Bruno Curatolo, Mémoires du roman, « La revie littéraire des romanciers oubliés. Domaine français - XXe siècle », Presses Universitaires de Franche-Comté, coll. Annales Littéraires, 2010, p. 237.
- (dir.) avec Bruno Curatolo et François Ouellet, Romans exhumés. 1910-1960. Contribution à l'histoire littéraire du XXe siècle, Dijon, Éditions universitaires de Dijon, 2014.

## Référence
Hommage à Paul Renard par Bernard Alluin